# Protidricerus philippinensis
Protidricerus philippinensis is een insect uit de familie van de vlinderhaften (Ascalaphidae), die tot de orde netvleugeligen (Neuroptera) behoort. 
Protidricerus philippinensis is voor het eerst wetenschappelijk beschreven door Esben-Petersen in 1927.